# Syndicate (festival)
Pour les articles homonymes, voir Syndicate.
Syndicate (stylisé SYNDICATE, pour « Syndicate Ambassadors in Harder Styles ») est un festival de musique électronique et l'un des plus grands festivals de la scène allemande. Ce sont principalement des DJ de la scène techno hardcore ou de la scène hardstyle qui jouent aux Westfalenhallen de Dortmund.

## Histoire
La première édition a lieu en 2007 avec environ 10 000 visiteurs. Depuis, le nombre de visiteurs ne cesse d'augmenter. Le 3 octobre 2015, la neuvième édition du Syndicate Festival se tient avec environ 20 000 visiteurs.
Depuis 2013, l'association eve&rave Münster e.V. (en) soutient l'événement avec un stand d'information et de prévention sur les drogues. 
La 16e édition du festival se déroule le samedi 5 octobre 2024, pour laquelle les organisateurs attendent 20000 visiteurs. Le festival se déroule sur trois étages de 20 h à 6 h. Les visiteurs ont également à disposition les horaires complets et le plan des salles dans l'application Syndicate pour Android et iOS.

## Programmations
| Date                                                            | Nombre de visiteurs | Line-up |
| --------------------------------------------------------------- | ------------------- | --- |
| 6 octobre 2007                                                  | 10 000              | Arkus P., Deepack, Endymion, Hectic Fence, Isaac, Manu Le Malin, Marco Remus, Max B Grant, Negative A, Outblast vs. Angerfist, Pet Duo, Placid K, Promo, Sven Wittekind, Tieum, Tommyknocker vs. The Stunned Guys, Traxtorm Gangstaz Allied. |
| 4 octobre 2008                                                  | 12 000              | Activator, Amnesys, Amok, Angerfist, Art of Fighters, Blutonium Boy, Boris S., Brachiale Musikgestalter, Central Seven, Dana, DaY-már, Evil Activities, Frank Kvitta, J.D.A, Kold Konexion, Korsakoff, Luna, Neophyte, Newstyler vs. D-Ceptor, Noisecontrollers, Ophidian, Outblast vs. Predator, Pavo, Robert Natus vs. Arkus P., Space DJ'z, Stunned Guys, Sven Wittekind, Tatanka, The Hells Bangers, Thorsten Kanzler, Tommyknocker and DJ Mad Dog, Vince. |
| 3 octobre 2009                                                  | 10 000              | Amnesys, Angerfist, Arkus P Live, Brachiale Musikgestalter, Catscan, Coone, Crypsis, DaY-már, DJ D, DJ Rush, Dozer, Dutch Master, Greg Notill, Jane Ephex, Josh & Wesz, Kaoz, Kold Konexion, Korsakoff, Luna, Masters of Noise vs. The Beat Controller, MC Linez, MC Syco, MC Tha Watcher, Neophyte, Noisecontrollers, Noize Suppressor, Nosferatu, Outblast, Paul, Predator, Re-style, Robert Natus, Rotterdam Terror Corps, Showtek, Sven Wittekind, Tommyknocker, Weichei, Zatox. |
| 2 octobre 2010                                                  | 10 000              | Anagenetic, Angerfist, Anime, Arkus P., BMG (aka Brachiale Musikgestalter), Boris S., Chain Reaction, Coone, Crypsis, DaY-már, Deadly Sins (aka Robert Natus), Dyprax, Frank Kvitta, Hardcore Blasters, Headhunterz, Identic, Kenned Pool, Korsakoff, DJ Mad Dog, Maly, Noize Suppressor, Outblast, Pet Duo, Predator, Psyko Punkz, Razor, Re-style, Sutura, Tatanka, Tha Playah, Tomcat & Rudeboy, Traxtorm Gangstaz Allied, Vince, Waldhaus. |
| 1er octobre 2011                                                | 15 000              | Accelarator, Angeldust, Angerfist, Art of Fighters, B-Front, BMG aka Brachiale Musikgestalter, Boris S., Catscan vs. Predator, Chain Reaction, Crypsis, D-Block & S-te-Fan, DaY-már, DJ D vs. Rayden, DJ Rush, Dyprax, Frontliner, Identic, Jason Little, Korsakoff, DJ Mad Dog, Manu Kenton, Mystery, Negative, O.B.I. vs. Lukas, Outblast, Pablo Ramirez, Stephanie, T-Junction, The Stunned Guys vs. Amnesys, Thera, Twilight Forces, Zahni. |
| 6 octobre 2012                                                  | 15 000              | A.Paul, Amnesys, Angeldust, Angerfist, Angy Kore, Arkus P. & Sutura, BMG aka Brachiale Musikgestalter, Brennan Heart, Catscan, Chain Reaction, Coone, Crypsis, Davidchristoph, Dyprax, Electronmike, Eric Sneo, Frank Kvitta, Greg Notill, Javi Boss (almoradí), Korsakoff, Lukas & Malke, Masters Elite Aka, MC Nolz, MC tha Watcher, Meagashira, Mystery, Nitrogenetics, Noize Suppressor, Ophidian, Outblast, Pappenheimer, Pet Duo, Psyko Punkz, Radical Redemption, Re-style, State of Emergency, Technoboy, The Advent, Thera, Torsten Kanzler, Twilight Forces, Zahni vs. Schrempf, Zany, Zealot                     |
| 5 octobre 2013                                                  | 20.000              | A.Paul, Adaro, Angerfist, BMG, Chain Reaction, Crossfiyah, Crypsis, D-Block & S-te-Fan, Dandi and Ugo, Day-Mar vs. Negative A, Deepack, Frequencerz, Frontliner, Hellsystem, Klaudia Gawlas, Kodex, Korsakoff, Kraemer & Niereich, Linus Quick, MC Nolz, MC Tha Watcher, Miss K8 vs. Lowroller, Noize Suppressor, Nosferatu, O.B.I., Outblast vs. Evil Activities, Pappenheimer, Pink Noise (aka Candy Cox) vs. Fernanda Martins, Radical Redemption, Raphael Dincsoy, Re-Style, T-Junction, Tha Playah, The Brutal and Sadistic Show aka Minupren & Stormtrooper, The Outside Agency, Twilight Forces, Tymon, Wasted Mind. |
| 4 octobre 2014                                                  | 20 000              | A.Paul, Act of Rage, Amok, Andi Teller, Angerfist, Bloodcage, BMG, Bodyshock, Catscan vs. Predator, Chain Reaction, Crypsis, Dandi and Ugo, Dyprax, Evil Activities, Fatima Hajji, Hardcraft, I:Gor, Isaac, Jonathann Cast, Kerstin Eden, Khaleesi, Kold Konexion, Korsakoff, Linus Quick, Mario Ranieri, MC Nolz, MC Tha Watcher, Minupren, Miss K8, Mystery, Negative Audio, Noize Suppressor, Nosferatu, Outblast, Pappenheimer, Partyraiser vs. Drokz, Radical Redemption, Ran-D, Raphael Dincsoy, Sutura, Tha Playah, Thorax, Typhoon, Warface, Wasted Mind, X-Pander. .                                               |
| 3 octobre 2015                                                  | 20 000              | Andi Teller, Angerfist, Arkus P., Artifact, Base Alert, Bass-D, Bmg, Bodyshock vs. Dyprax, Buzz Fuzz, Candy Cox, Crossfiyah, Crypsis, Destructive Tendencies, Digital Punk, Dr. Peacock, E-Force, Frontliner, J.D.A, Korsakoff, MC Nolz, MC Syco, MC tha Watcher, Mental Theo, Miss K8, Mystery, Negative Audio, Neophyte Records Allstars, Noize Suppressor Vs. Outblast, Nosferatu, O.b.i. & Viper Xxl, Olle, Panic, Pappenheimer, Pavo, Predator, Radical Redemption, Re-style, Ruffneck, Sub Sonik, Thorax, Unexist, Vince, Warface, X-Pander, Zahni.                                                                   |
| 2 octobre 2016                                                  | 20 000              | Act of Rage, Angerfist, Atmozfears, Bass-D, BMG, Buzz Fuzz, Candy Cox, Chain Reaction, Crypsis, Cyber, D-Sturb, DaY-már, Delete, Destructive Tendencies, Devin Wild, DJ Mystery, Dune, Dyprax, E-Force, Epyleptika, Furyan, High Voltage, Jappo, Kahlkopf HC, Korsakoff, DJ Mad Dog, Marc Acardipane, Mashup Jack, MC Nolz, MC Syco, MC Tha Watcher, Meltdown, Mental Theo, Millennium Mayhem, Minupren, Miss K8, Neophyte, Nosferatu, Outblast, Pappenheimer, Paul Elstak, Pet Duo, Predator, Radical Redemption, Scarphase, Tekkerkane, Tensor & Re-Direction, Tha Playah, Thorax, Vince, Warface.                        |
| 1er octobre 2017                                                | 20 000              | Act of Rage, Angerfist, Anime, BMG, Broken Minds, Crypsis, D-Sturb, Da Tweekaz, Delete, Destructive Tendencies, Digital Punk, DJ Mystery, E-Force, F.Noize, Frontliner, Furyan, Guerrillas, Killshot, Korsakoff, Lukas & Fernanda Martins, DJ Mad Dog, Minupren, Miss K8, Nolz, O.B.I., Psychopel, Radical Redemption, Re-style, Rvage, Sutura, Tears of Fury, Tha Watcher, Thorax, Waldhaus and Weichentechnikk, Warface. |
| 6 octobre 2018                                                  | 20 000              | Access One, Act of Rage, Agents of Change, Angerfist, BMG, Bulletproof, Chain Reaction, Crypsis, D-Sturb, Deadly Guns, Destructive Tendencies, Digital Punk, DJ Mystery, Dogfight, Dr. Peacock, E-Force, Furyan, Jay Reeve, Killshot, Korsakoff, Leigh Johnson, Lydia M, Miss K8, N-Vitral, Never Surrender, Nogge vs. Komacasper, Nolz, Olle, Partyraiser, Phrantic, Public Enemies, Radical Redemption, Tha Watcher, Viper Xxl. |
| 5 octobre 2019                                                  | 18 000              | Angerfist (live), Miss K8, Dr. Peacock (live), Radical Redemption, D-Block and S-te-Fan, Sefa, Deadly Guns, Warface, D-Fence (live), D-Sturb, DJ Mad Dog (live), Korsakoff, Tha Playah, BMG (live), F.Noize, Atmozfears, Nosferatu, Frank Kvitta, N-Vitral, Keltek, Minupren, Crypsis, Zahni, Bulletproof, Anormal and Hunnel, Jay Reeve, Ncrypta, Never Surrender, Re-Style, Thorax, Andi Teller. |
| Éditions 2020–2021 annulées pour cause de pandémie de Covid-19. |                     | |
| 1er octobre 2022                                                | 18 000              | Angerfist, Barber, Broken Minds, Bulletproof, Cryogenic, Crypsis, Digital Punk, Drokz, Drs, Gridkiller, Irradiate, Jay Reeve, Juliëx, Korsakoff, Lady Dammage, DJ Mad Dog and Dave Revan, Major Conspiracy, MC Syco, Miss K8 vs. AniMe, Ncrypta, Never Surrender, Nolz, Physika, Radical Redemption, Rejecta, Republic, Sefa, Spitnoise vs. F.Noize, Sub Sonik, Tha Watcher, Unfused, Unproven, Warface. |
| 7 octobre 2023                                                  | 18 000              | Act of Rage, Angerfist (live), Barber vs. Major Conspiracy, Bloodlust vs. The Purge, Bulletproof, Cryogenic, D-Fence vs. AniMe, D-Sturb, Deadly Guns Reloaded, Dimitri K, DRS, E-Force, Elite Enemy, F.Noize Uptempo Classics, GridKiller, Hysta, Juliëx, Korsakoff, DJ Mad Dog, MC Robs, Mish, Miss K8, N-Vitral, Nolz, Rejecta vs. Deluzion, Resolute, Spitnoise, Sub Sonik, Tha Watcher, The Timemachine, Marc Acardipane, Trespassed, Unproven, Warface,. |
| 5 octobre 2024                                                  | 15 000              | Akira, Angerfist, Bloodlust, Bulletproof, Cryogenic, D-Fence, Deadly Guns, Deluzion, Dr. Peacock, Drokz, DRS, E-Force, Elite Enemy, F-Noize, Fraw, Hysta, Juliëx, Karun, DJ Mad Dog, Major Conspiracy, Manifest Destiny, MC Robs, Mixx K8, Nama, Nolz, Nosferatu, Omnya, Ophidian, Phuture Noize, Rejecta, Resolute, Resolve, Spirnoise, tha Watcher, The Purge, The TimeMmachine, Unfused, Unlocked, Unproven. |
| 4 octobre 2025                                                  | –                   | – |

## Hymnes
- 2009 : Predator – Unified Destination
- 2010 : Re-Style – Rise of the Ruler
- 2011 : Outblast feat. Korsakoff – Hymn of Syndicate
- 2012 : Masters Elite – Tied By Sound
- 2013 : Tha Playah feat. MC Alee – Menace to Mankind
- 2014 : Nosferatu and E-Life – Manslaughter
- 2015 : Dyprax feat. MC Nolz – Posse of the Hard
- 2016 : Thorax feat. MC Tha Watcher – A Decade of Syndicate
- 2017 : Miss K8 feat. MC Nolz – Resolute Power
- 2018 : N-Vitral feat. Tha Watcher – The Ruler
- 2019 : D-Fence feat. Mr. Hyde – The Sonic Storm
- 2021 : Broken Minds and Alee – Syndicate of Rave
- 2023 : Angerfist and Nolz – Syndicate of Noise
- 2024 : DJ Mad Dog & Dave Revan - Start the Revolution